# RAD750
El RAD750 es un ordenador de placa reducida resistente a radiación  fabricado por BAE Systems Electronics, Intelligence & Support. Es el sucesor del RAD6000, el RAD750 es para el uso en entornos de radiación alta experimentada a bordo de satélites y aeronaves. El RAD750 se lanzó al mercado en 2001, con las primeras unidades lanzadas al espacio en 2005.
La CPU tiene 10.4 millones de transistores, casi un orden de magnitud más que el RAD6000 (el cual tuvo 1.1 millones). Está fabricado utilizando 250 o 150 nm fotolitografía. Tiene un reloj a una frecuencia de de 110 a 200 MHz y puede procesar en 266 MIPS o más. A la CPU  se le puede expandir la cache L2 para mejorar rendimiento.
La CPU puede soportar desde 200,000 a 1,000,000 rads (2,000 a 10,000 Gy), rangos de temperatura entre –55 °C y 125 °C y requiere 5 vatios de energía. El sistema estándar RAD750  (CPU y Placa base) puede soportar 100,000 rads (1,000 Gy), rangos de temperatura entre –55 °C y 70 °C y requiere 10 vatios.
El sistema RAD750  tiene un precio que es comparable al RAD6000, $200,000 (usd) por unidad (en la fecha 2002). Aun así las necesidades específicas de cada cliente y sus requerimientos y cantidades afectarán los costes de unidad finales.

## Despliegue
En 2010 se informó que había más de 150 RAD750s utilizándose en una variedad de aeronaves. Ejemplos notables, por orden de fecha de lanzamiento:
- Deep Impact aeronave de persecución de cometas, lanzado en enero de 2005 - primer aeronave en utilizar el RAD750.
- XSS 11, satélite experimental pequeño, lanzado el 11 de abril de 2005
- Mars Reconnaissance Orbiter , lanzado el 12 de agosto de 2005
- SECCHI (Sun Earth Connection Coronal and Heliospheric Investigation) instrumento colocado en cada aeronave STEREO,[4] Lanzada el 25 de octubre de 2006
- WorldView-1 satélite, lanzado el 18 de septiembre de 2007 - tiene dos RAD750s.[5]
- Telescopio Fermi, anteriormente GLAST, lanzado el 11 de junio de 2008
- Telescopio espacial Kepler, lanzado en marzo de 2009
- Lunar Reconnaissance Orbiter, lanzado el 18 de junio de 2009
- Wide-field Infrared Survey Explorer (WISE) lanzado el 14 de diciembre de 2009[6]
- Solar Dynamics Observatory, lanzado el 11 de febrero de 2010
- Juno (sonda espacial), lanzado el 5 de agosto de 2011[7]
- Rover Curiosidad, Lanzado el 26 de noviembre de 2011[8]
- Sondas Van Allen , lanzado el 30 de agosto de 2012[9]